# Payola
Payola is het smeergeld dat een dj of een radiostation aanneemt van een plugger om een bepaalde song of een bepaalde – vaak een aankomende of juist in de vergetelheid geraakte – artiest meer te draaien om daarmee de bekendheid en de verkoop van de song of het aantal boekingen voor een artiest aan te moedigen. Omdat sommige hitparades geheel of deels gebaseerd zijn op airplay probeert men zodoende de notering op de hitlijsten te beïnvloeden.
In 1959 vond er in het Amerikaanse Congres een onderzoek naar payola plaats, waarbij mensen uit de muziekindustrie en een aantal dj's werden gehoord, waaronder Alan Freed en Dick Clark. Freed werd naar aanleiding van het onderzoek ontslagen, Clark ontsprong de dans.